# Marginocystiscus
Marginocystiscus is een geslacht van uitgestorven weekdieren uit de klasse van de Gastropoda (slakken).

## Soort
- Marginocystiscus subtilplicatus Landau, da Silva & Heitz, 2016 †